# 国立曁南国際大学
国立曁南国際大学（こくりつきなんこくさいだいがく、國立曁南國際大學、National Chi Nan University）は、台湾の国立大学である。略称は曁南大学、曁大、曁大、桜大学、日月潭大学、水沙連大学。
県内唯一の国立大学として、本学は周囲の自然や観光資源と結合した特色のあるスポーツが盛ん。それらはカヌーを始め、アーチェリー、ゴルフ、水泳などで、日々学生によって盛んに行われている。教員は若く国内外の優秀な人材が揃う。
現在は人文、教育、管理、科学技術の4学院（学部）が設置されているが、中期計画として社会科学、教育学院と、長期計画として生物資源、医学、芸術学院の設置を計画しており、台湾中部の基幹高等教育機関としての発展を計画している。
2007年に淡江大学が台湾国内の大学ランキング（博・修士型大学78校、学士型63校）を行い、博・修士型大学において、国立曁南国際大学は総合ランキングの13位になった。2015年度に外僑子女、中国人留学生や外国人留学生を含む比率が8.8％に達し、国立大学のトップを占めている。

## 歴史
国立チーナン大学計画委員会は、次のような使命を持った大学を設立するために、1991年3月1日に設立されました。
より多くの高等教育の機会を提供すること。
海外在住台湾人の教育を充実させる。
台湾の国家建設6ヵ年計画の一環として、産業の発展を支援する。
地域間の文化的・教育的発展のバランスを図る。
1992年1月、台湾糖業公司が所有していた土地が、新大学のキャンパスとして選定された。1995年7月、大学建設の第一段階が完了。1995年9月、最初の大学院生が入学した。1996年9月、キャンパスの正式オープンとともに、最初の学部生が登録されました。
| 年     | 月日    | 事項                                                        |
| ------ | ------- | ----------------------------------------------------------- |
| 1995年 | 7月1日  | 「国立曁南国際大学」として開校。                            |
| 1999年 | 9月22日 | 集集地震の影響でキャンパス閉鎖。 国立台湾大学で授業を行う。 |
| 2000年 | -       | 埔里キャンパス再開。                                        |

## 組織
| - 人文学院 - 中国語学系 - 外国語文学系 - 社会政策社会事業学系 - 公共行政政策学系 - 歴史学系 - 東南アジア学系 - 中国語教育研究所 - NPO経営管理修士学位プログラム - 先住民学士プログラム - 教育学院 - 国際文教比較教育学系 学部、大学院研究科を有する国際文化・教育および比較教育を専門とし、もっとも国際化した学科といえる。教授陣は米、英、仏、独、ロシア、日本、オーストラリア、ニュージーランド、中国などでの留学経験のある教員で構成されている。一般生のほか、外国人留学生や日本・東南アジアからの華僑子女が多く在籍している。多様な奨学金が提供されている。日本の国際教養大学、早稲田大学、宇都宮大学などと交換留学協定を結んでいる。教員、学生を中心にして、インドやベトナムでボランティア活動も盛んに行っている。 - 教育政策行政学系 - カウンセリング・心理及び人力資源発展学系 - 課程教学・科技研究所修士プログラム - 管理学院 - 国際企業学系 - 経済学系 - 情報管理学系 - 財務金融学系 - レジャー学及び観光管理学系 - EMBAプログラム（修士課程） - 新興産業策略発展博士学位プログラム | - 科学技術学院 - 情報技術学系 - 土木技術学系 - 電機技術学系 - 応用化学系 - 地震防災技術研究所 - 応用材料・光電技術修士学系 - 光電技術修士学位プログラム - 研究センター等 - 東南アジア研究センター - 語学教育研究センター - 教養教育センター（通識教育センター） - 教員養成センター - 家庭教育研究センター - 先住民研究センター - IRセンター - 将来性ハイテク研究センター - 台湾教育センター（ベトナム・ホーチミン市） - 附属高校 - 国立曁南国際大学附属高級中学 |